# تنزيلة تاحاج احمد (ايكوت الغرابة)
تنزيلة تاحاج احمد هو دُوَّار يقع بجماعة سيدي منصور، إقليم الرحامنة، جهة مراكش آسفي في المملكة المغربية. ينتمي الدوّار لمشيخة ايكوت الغرابة التي تضم 14 دوار. يقدر عدد سكانه بـ 401 نسمة حسب الإحصاء الرسمي للسكان والسكنى لسنة 2004.

## روابط خارجية
- البوابة الوطنية للجماعات الترابية نسخة محفوظة 12 مارس 2018 على موقع واي باك مشين.
- المندوبية السامية للتخطيط